# Kreimbach-Kaulbach
Kreimbach-Kaulbach là một xã thuộc huyện Kusel, bang Rheinland-Pfalz, phía tây nước Đức. Xã Kreimbach-Kaulbach có diện tích 9,05 km², dân số thời điểm ngày 31 tháng 12 năm 2006 là 916 người.